# Robin Tabeling

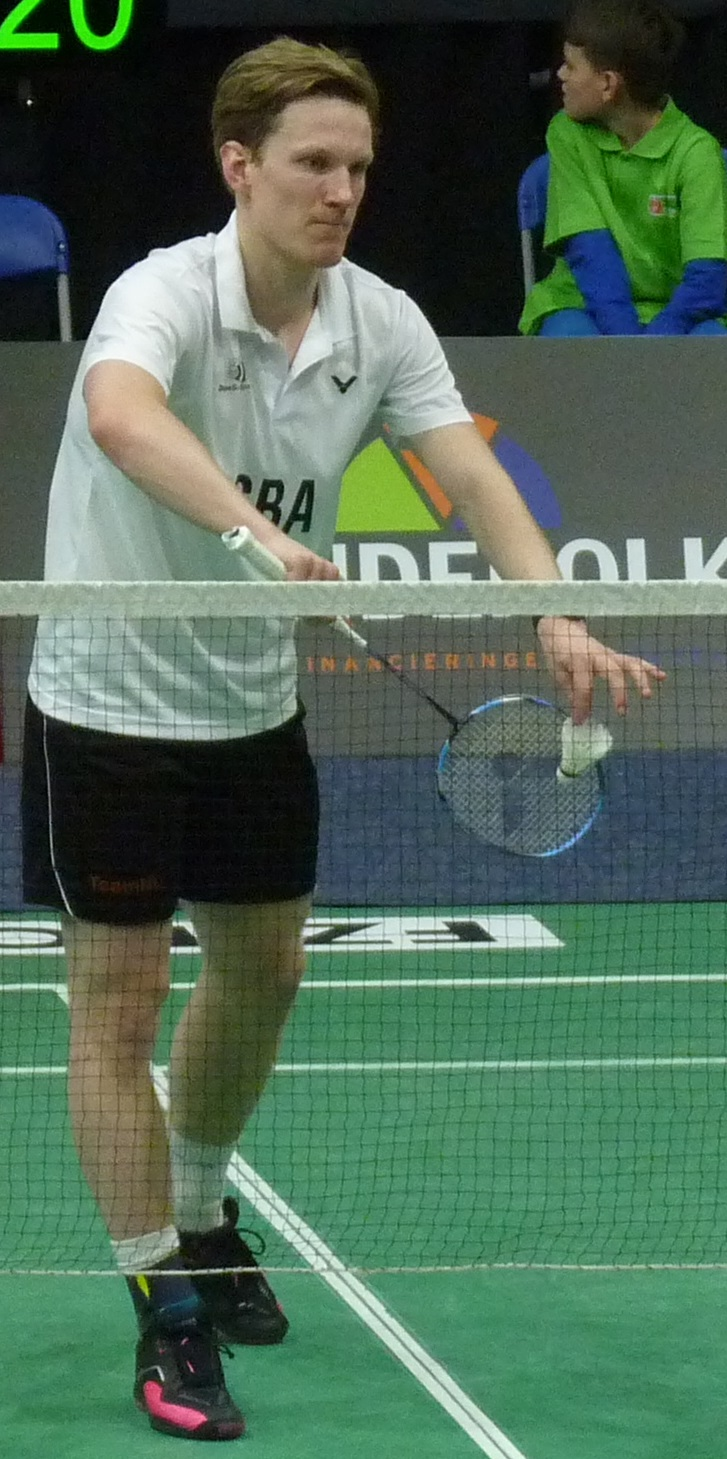
Robin Tabeling, 2019

Robin Tabeling (* 24. April 1994 in Amstelveen) ist ein niederländischer Badmintonspieler.

## Karriere
Robin Tabeling wurde 2012 nationaler Juniorenmeister in den Niederlanden. Im gleichen Jahr gewann er bereits Silber bei den Erwachsenen. 2011 und 2012 nahm er an den Badminton-Juniorenweltmeisterschaften teil, 2014 an den Badminton-Mannschaftseuropameisterschaften. 2013 siegte er bei den Hungarian International.